# Katzenbach (Donnersbergkreis)
Katzenbach ist eine Ortsgemeinde im Donnersbergkreis in Rheinland-Pfalz. Sie gehört der Verbandsgemeinde Nordpfälzer Land an, innerhalb derer sie  hinsichtlich der Zahl der Einwohner die achtgrößte Ortsgemeinde darstellt.

## Geographie

### Lage
Der Ort liegt im Nordpfälzer Bergland westlich des Donnersbergs zwischen Kaiserslautern und Bad Kreuznach. Zu Katzenbach gehören zusätzlich die Wohnplätze Kolbenmühle, Obermittweilerhof, Simonshof und Untermittweilerhof. Nachbargemeinden sind – im Uhrzeigersinn – Dielkirchen, Rockenhausen, Schönborn, Ransweiler und Stahlberg.

### Erhebungen und Gewässer
Im Norden des Gemeindegebiets an der Grenze zur Gemeinde erstreckt sich der 488,6 Meter hohe Stahlberg.
Die Alsenz bildet die östliche Gemarkungsgrenze. In diese mündet von links der mitten durch das Siedlungsgebiet fließende Katzenbach; weiter nördlich nimmt sie ebenfalls von links den Steinmannsgraben auf, in den zuvor von rechts der Linsenbach fließt.

## Geschichte
Katzenbach wurde am 7. November 1324 erstmals urkundlich erwähnt.
Nach der Französischen Revolution, als die Pfalz Teil der Französischen Republik (bis 1804) und anschließend Teil des Napoleonischen Kaiserreichs war, war die Gemeinde in den Kanton Rockenhausen und in das Département Donnersberg eingegliedert. Infolge des Wiener Kongresses gehörte der Ort 1815 zunächst erneut zu Österreich. Ein Jahr später wurde er Bayern zugeschlagen. Von 1818 bis 1862 war Katzenbach Bestandteil des Landkommissariat Kirchheim, das anschließend in ein Bezirksamt umgewandelt wurde. Am 1. Dezember 1900 wechselte die Gemeinde in das neu geschaffene Bezirksamt Rockenhausen
Ab 1939 war der Ort Bestandteil des Landkreises Rockenhausen. Nach dem Zweiten Weltkrieg war Katzenbach Teil der französischen Besatzungszone und wurde in das 1946 neu gebildete Land Rheinland-Pfalz eingegliedert.  1961 hatte die Gemeinde insgesamt 490 Einwohner. Im Zuge der ersten rheinland-pfälzischen Verwaltungsreform wechselte die Gemeinde in den neu geschaffenen Donnersbergkreis. 1972 wurde sie der neu gebildeten Verbandsgemeinde Rockenhausen zugeschlagen. Seit 2020 ist Katzenbach Bestandteil der Verbandsgemeinde Nordpfälzer Land.

## Politik

### Gemeinderat
Der Gemeinderat in Katzenbach besteht aus zwölf Ratsmitgliedern, die bei der Kommunalwahl am 9. Juni 2024 in einer Mehrheitswahl gewählt wurden, und dem ehrenamtlichen Ortsbürgermeister als Vorsitzendem.

### Ortsbürgermeister
Ortsbürgermeister ist Volker Köhler. Bei der Direktwahl am 26. Mai 2019 wurde er mit einem Stimmenanteil von 89,89 % und am 9. Juni 2024 als einziger Bewerber mit 88,4 % jeweils erneut für fünf Jahre in seinem Amt bestätigt.

### Wappen
| Wappen von Katzenbach | Blasonierung: „In Schwarz auf silbernem, goldbewehrtem und -gezäumtem Pferd mit goldener Satteldecke der Heilige Sankt Georg in blauem Harnisch mit goldenem Schwert am Gürtel und goldener Feder am Helm, in der Rechten eine goldene Lanze, mit der er den auf dem Rücken liegenden rotbewehrten grünen Drachen durchbohrt, in der Linken einen silbernen Schild mit rotem Kreuz.“ |
| Wappen von Katzenbach | |

## Kultur und Sehenswürdigkeiten

### Ortsbild
Das Ortsbild ist von vielen alten Wohnhäusern, welche in altem Fachwerk-Stil gebaut sind, geprägt.

### Kulturdenkmäler

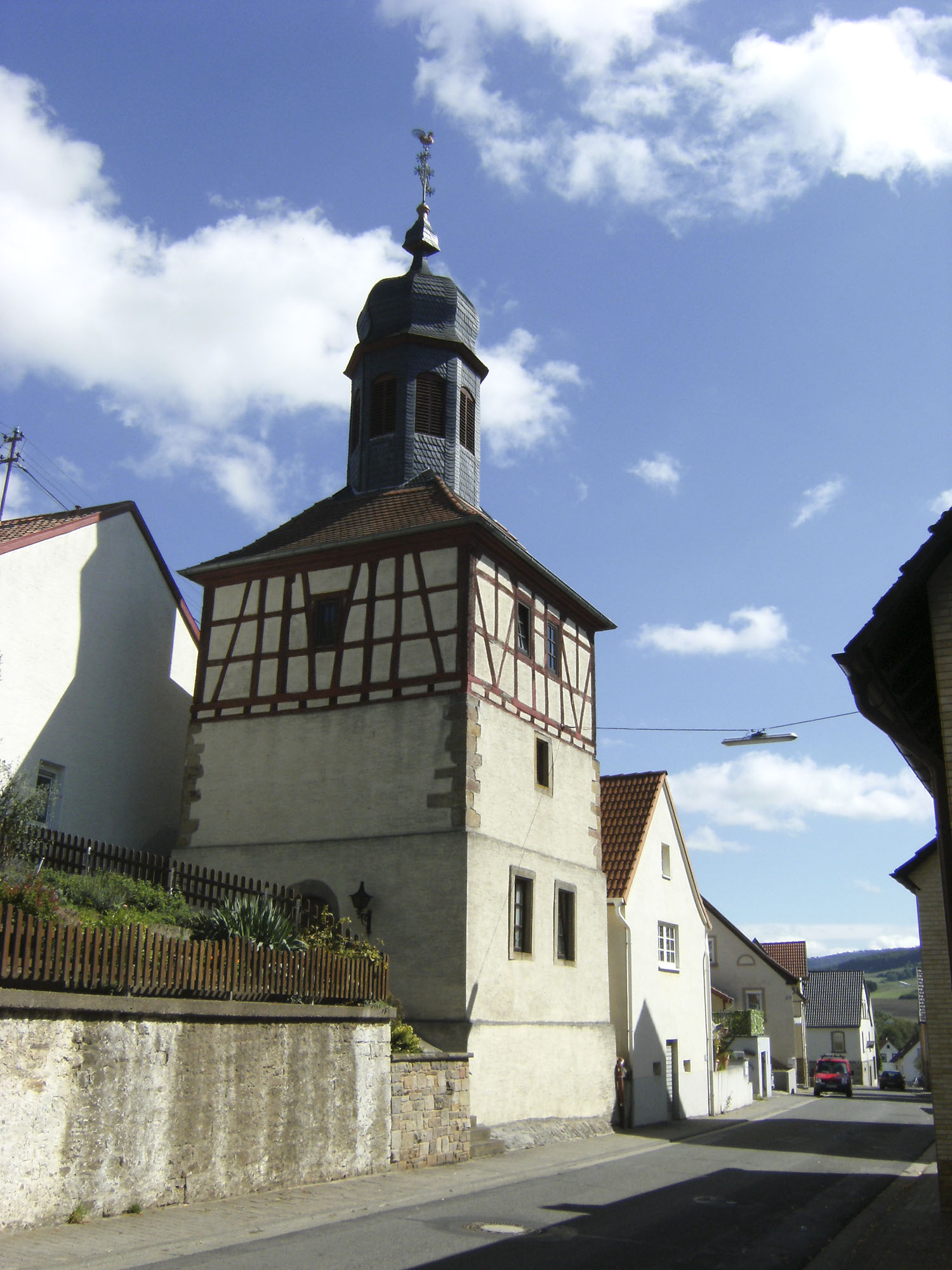
Glockenturm
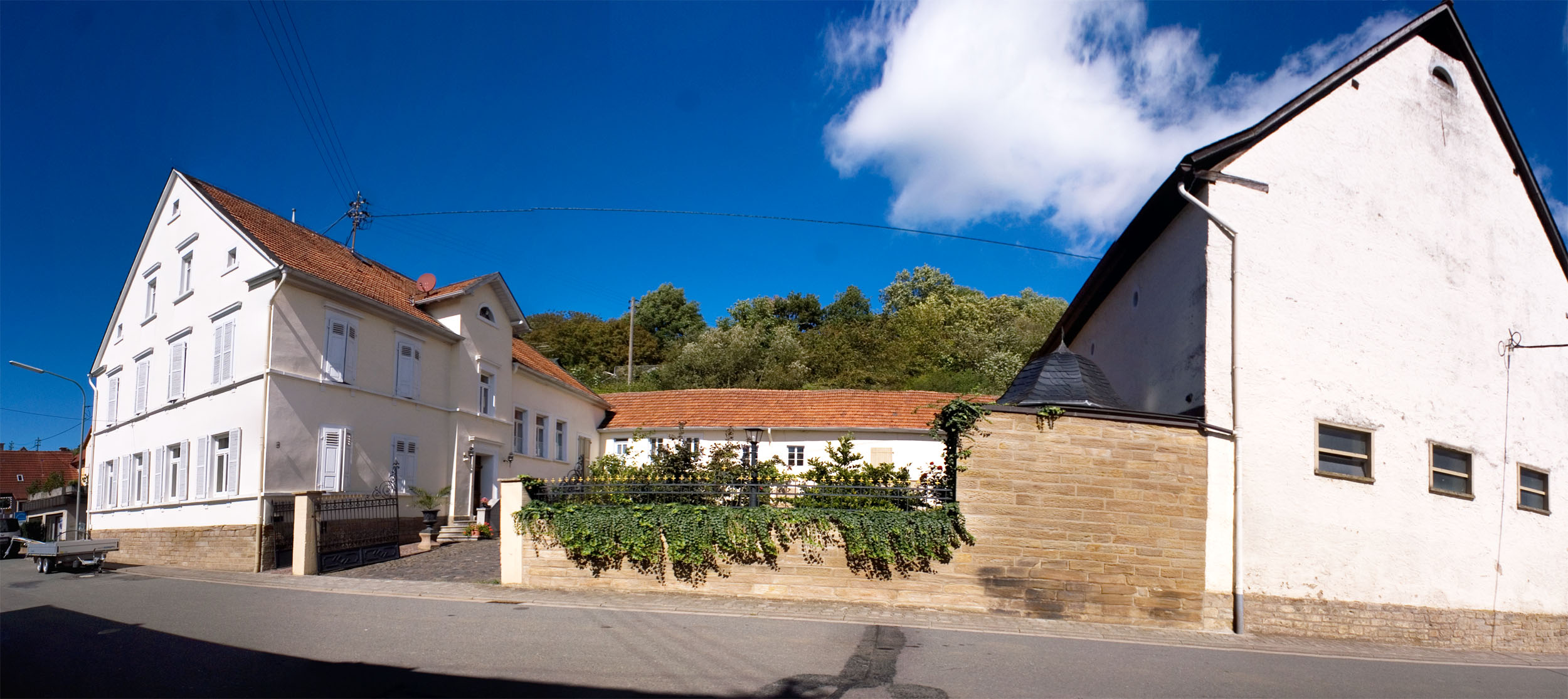
Hauptstraße 3, Dreiseithof
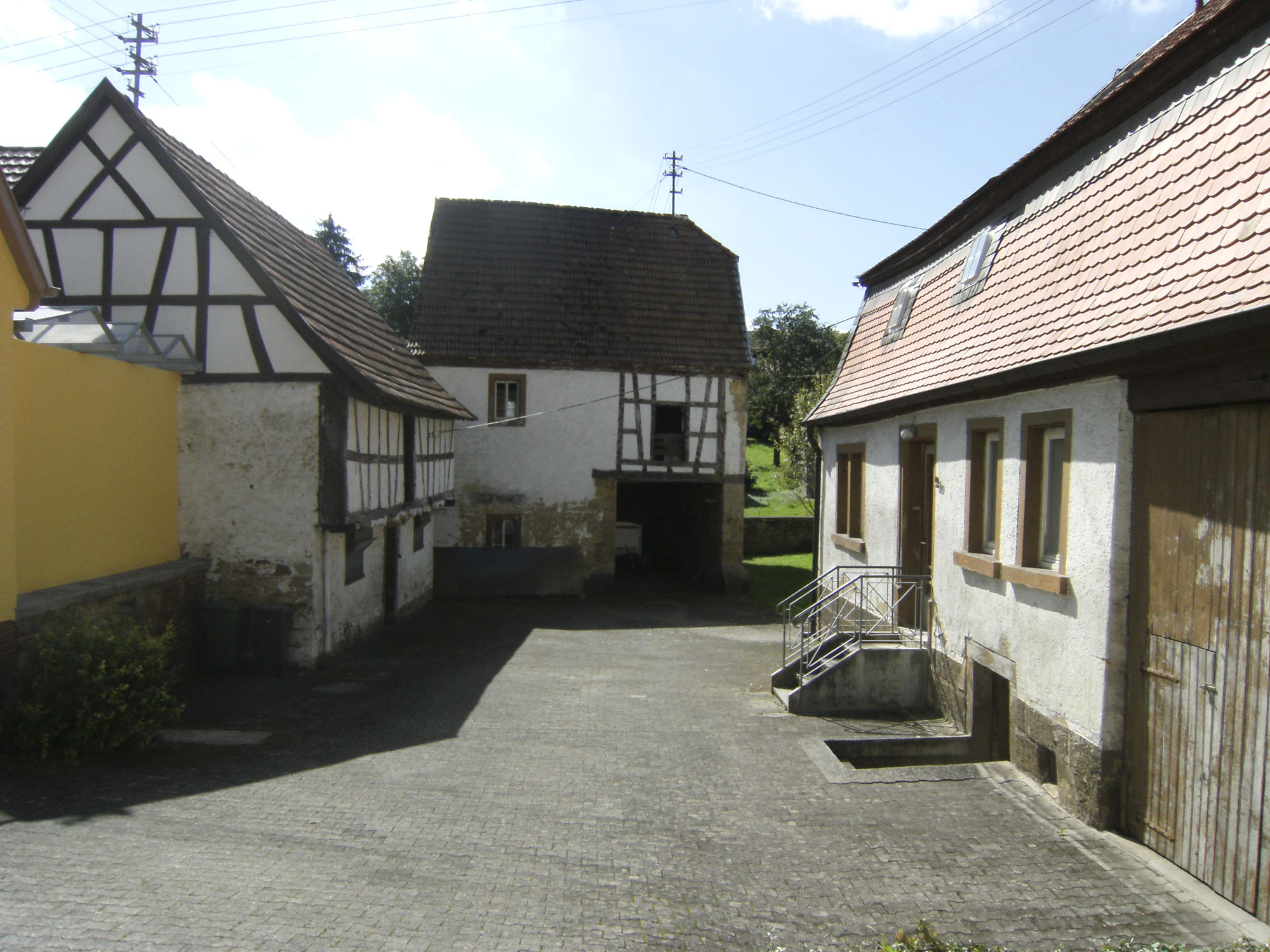
Hauptstraße 29, Dreiseithof
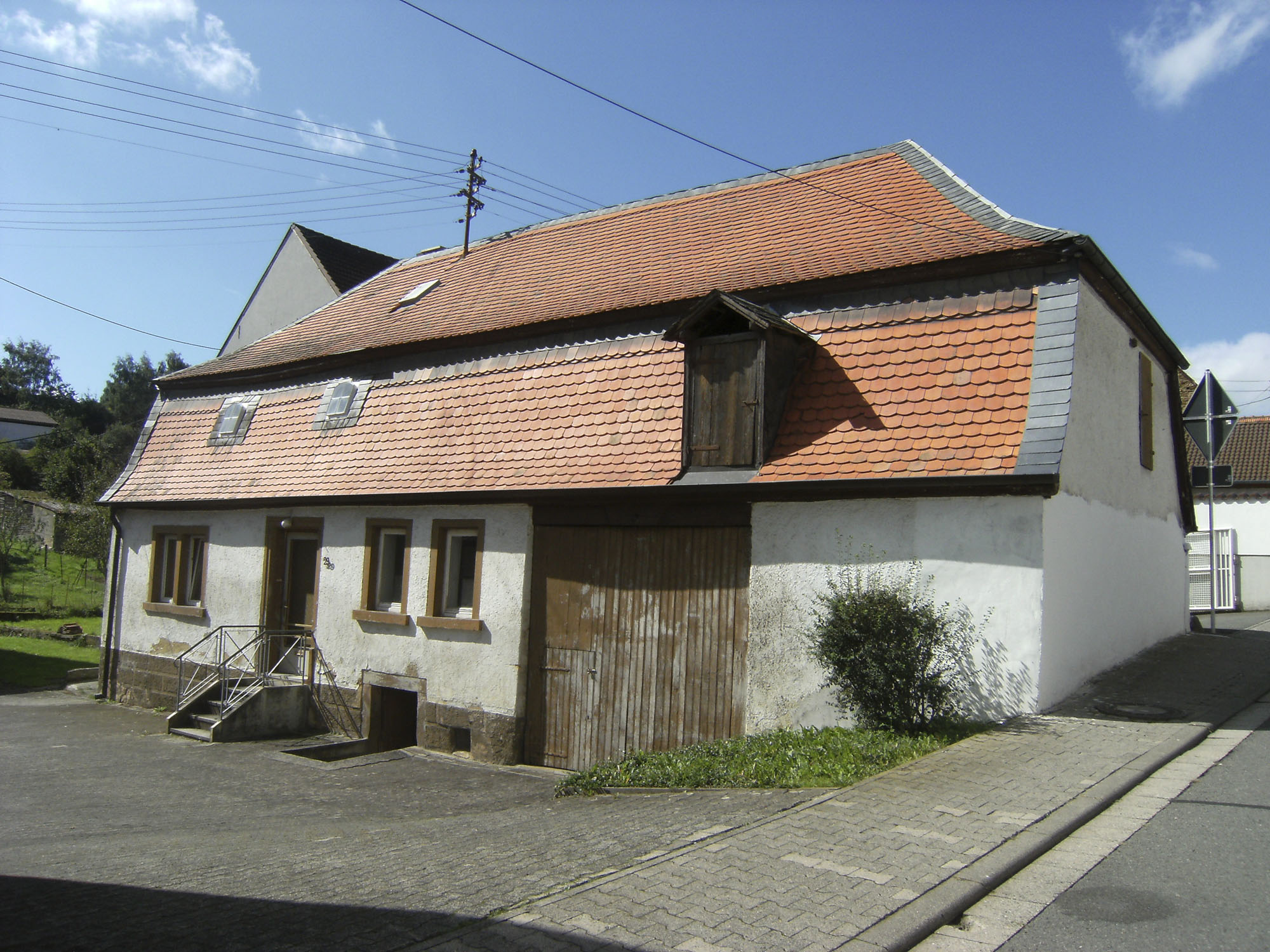
Hauptstraße 29, Dreiseithof Wohnhaus
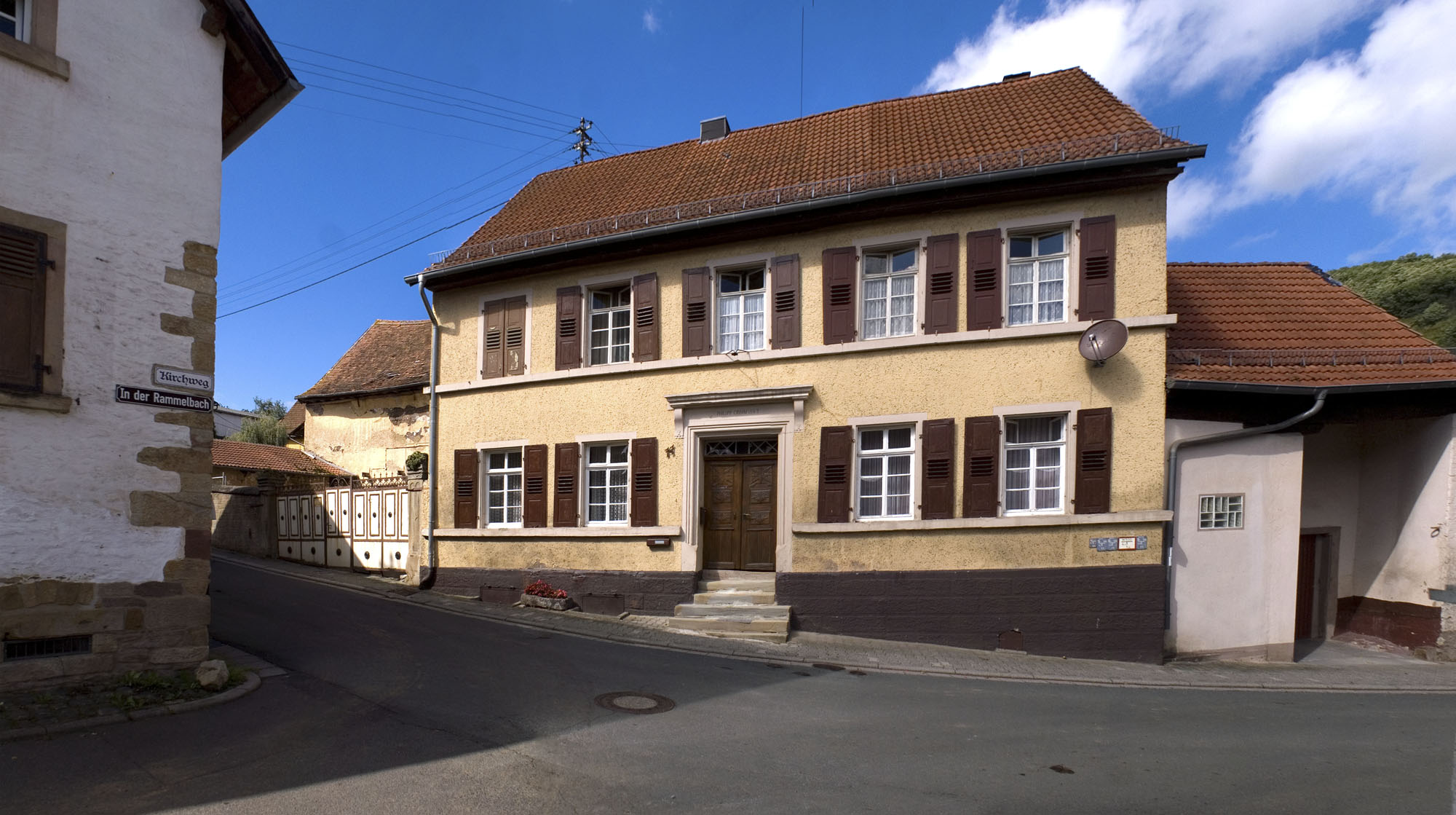
Hofanlage Am Hofacker 11
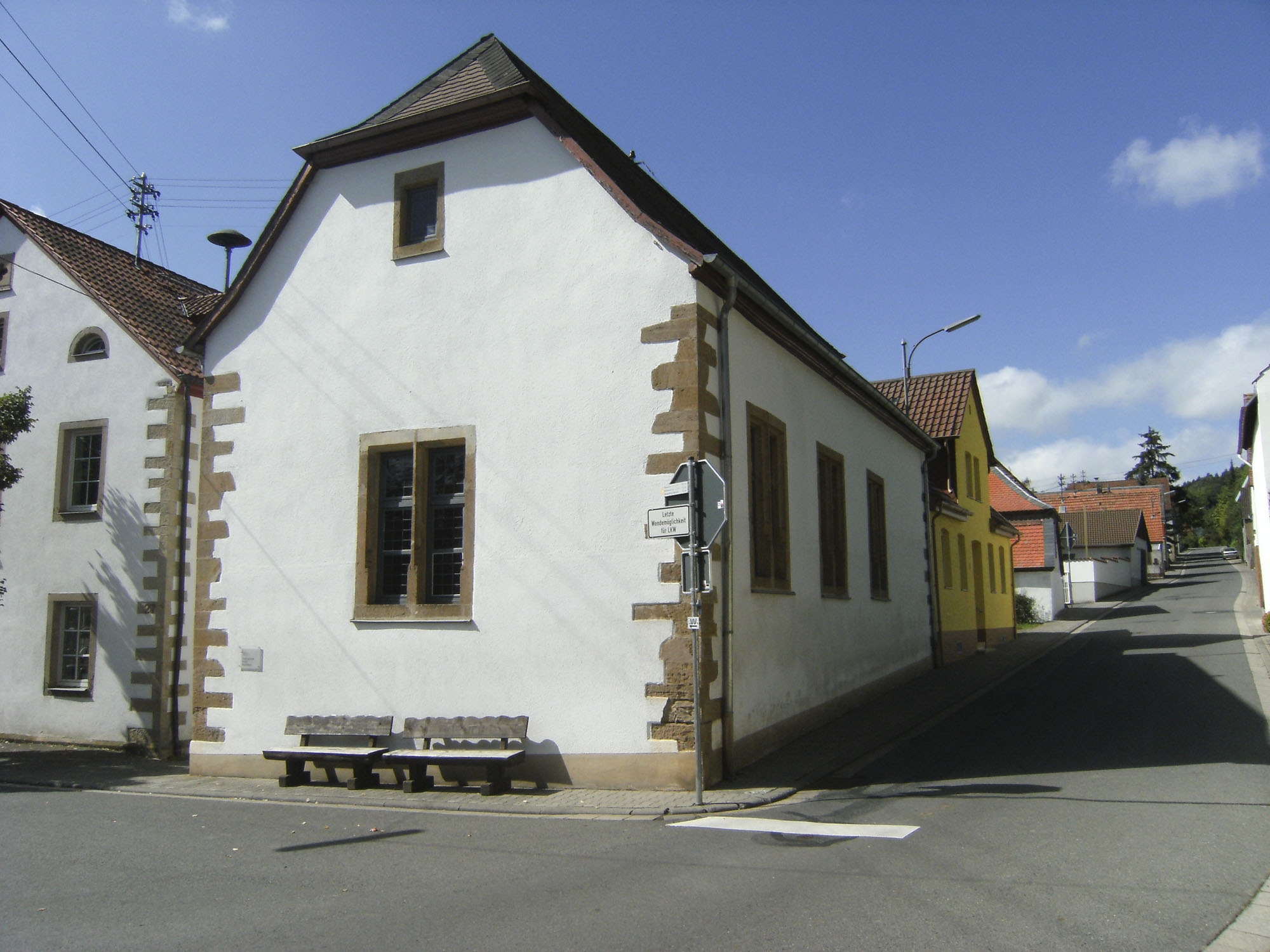
Protestantische Kirche
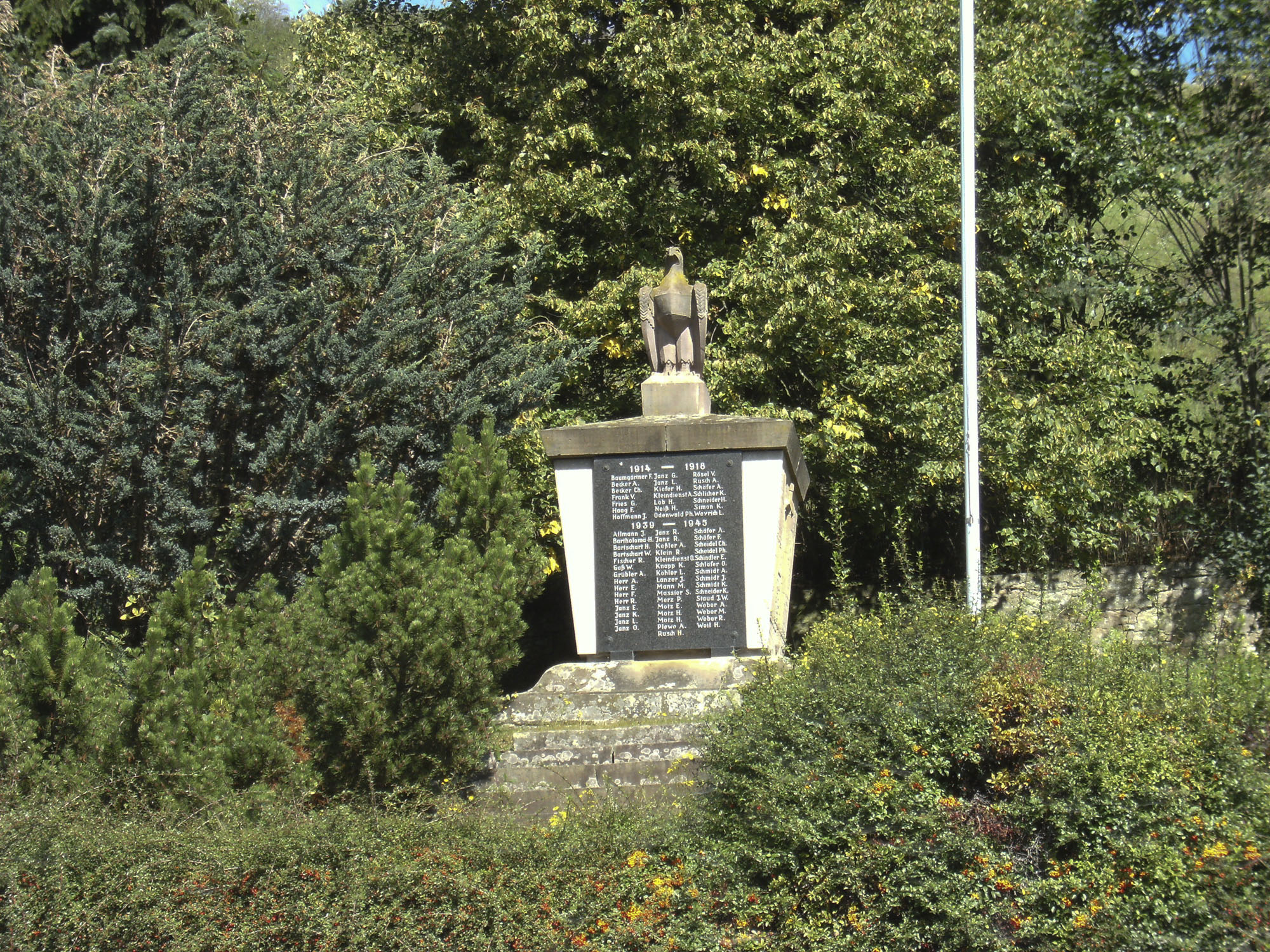
Kriegerdenkmal

Vor Ort befinden sich insgesamt zehn Objekte, die unter Denkmalschutz stehen. Die örtliche Kirche enthält eine Kleuker-Orgel, die sich bis 2006 in der Klinikkirche Homburg befand.

### Natur
Im Gemeindegebiet befinden sich zwei Naturdenkmale.

### Archäologie
Auf dem Gemeindegebiet befand sich einst eine Römersiedlung, welche einige Grundmauern einer der größten Villen, einer sogenannten Villa rustica, der Römerzeit bereithält. 1910 wurde vor Ort ein Römerbrunnen entdeckt, der sich mittlerweile vor dem Nordpfälzer Heimatmuseum in Rockenhausen befindet.

## Wirtschaft und Infrastruktur

### Verkehr
Die Gemeinde ist über die Kreisstraße 13 ans Straßennetz angebunden. Nahe am Ort führt die B 48 vorbei. Über die Anschlussstelle Winnweiler der A 63 im Südosten besteht Anschluss an den Fernverkehr. In Rockenhausen befindet sich ein Bahnhof der Alsenztalbahn. Zu diesem führt von Katzenbach aus die von Behles Bus betriebene Buslinie 908, die in nördlicher Richtung bis nach Alsenz verläuft.

### Tourismus
Durch den Osten des Gemeindegebiets verlaufen der Alsenz-Radweg und ein Wanderweg, der mit einem weiß-blauen Balken markiert ist. Des Weiteren führen der  der Pfälzer Höhenweg und der mit einem weißen Kreuz markierte Fernwanderweg Nahegau-Wasgau-Vogesen durch die Gemarkung von Katzenbach.

## Persönlichkeiten

### Söhne und Töchter der Gemeinde
- Karl Laufer (1885–1962), Politiker, hessischer Landtagsabgeordneter (DVP)

### Personen, die vor Ort gewirkt haben
- Kurt Rocker (1928–2020), Politiker (CDU); besuchte die örtliche Volksschule